# Breux, Meuse
Breux är en kommun i departementet Meuse i regionen Grand Est (tidigare regionen Lorraine) i nordöstra Frankrike. Kommunen ligger i kantonen Montmédy som tillhör arrondissementet Verdun. År 2022 hade Breux 261 invånare.

## Befolkningsutveckling
Antalet invånare i kommunen Breux
| Referens: INSEE |